# Címerkritika
A címerkritika a címerművészet egyik részterülete. Részben azonos a címerdiagnosztikával. Fogalmát és metodikáját a 19. századi német heraldikusok határozták meg.

## Tárgya
A heraldika szabályai vagy a jó ízlés ellen vétő jelenségek felderítésével és kimutatásával foglalkozik. Vizsgálati eljárásait Hefner foglalta össze.
- 1. Célszerű módon választották-e meg a pajzsformát?
- 2. Helyes-e a pajzs beosztása s ha igen, célszerű-e?
- 3. Megfelelő-e a címerábrák helyzete és színe, felismerhető-e az utóbbi?
- 4. Helyes-e az egyes mezőkben található címerek elrendezése?
- 5. Az egymáshoz tartozó címerábrák ennek megfelelően vannak-e elrendezve?
- 6. Megfelel-e a címernek a sisakok és a sisakdíszek stílusa és száma, szabályszerű-e ezek helyzete?
- 7. Vannak-e a címerben méltóságjelvények vagy címerdíszek, s joga van-e ezek viselésére a címertulajdonosnak?
- 8. Történeti, diplomatikai és heraldikai alapon valóban joga van-e a vizsgált vagy bármilyen címer viselésére a címertulajdonosnak az adott módon?

Ennél sokkal fontosabb szemléleti alap az, hogy a címerkritika által milyen új következtetések vonhatók le empirikus módon. Ez a szemléleti alap nem a jogi és esztétikai kérdésekre összpontosít. Ezért egy új szemléletű címerkritika célja empirikus ismeretekhez jutni a címer szerkezeti-stílusbeli jegyei alapján.